# Campiglia dei Berici

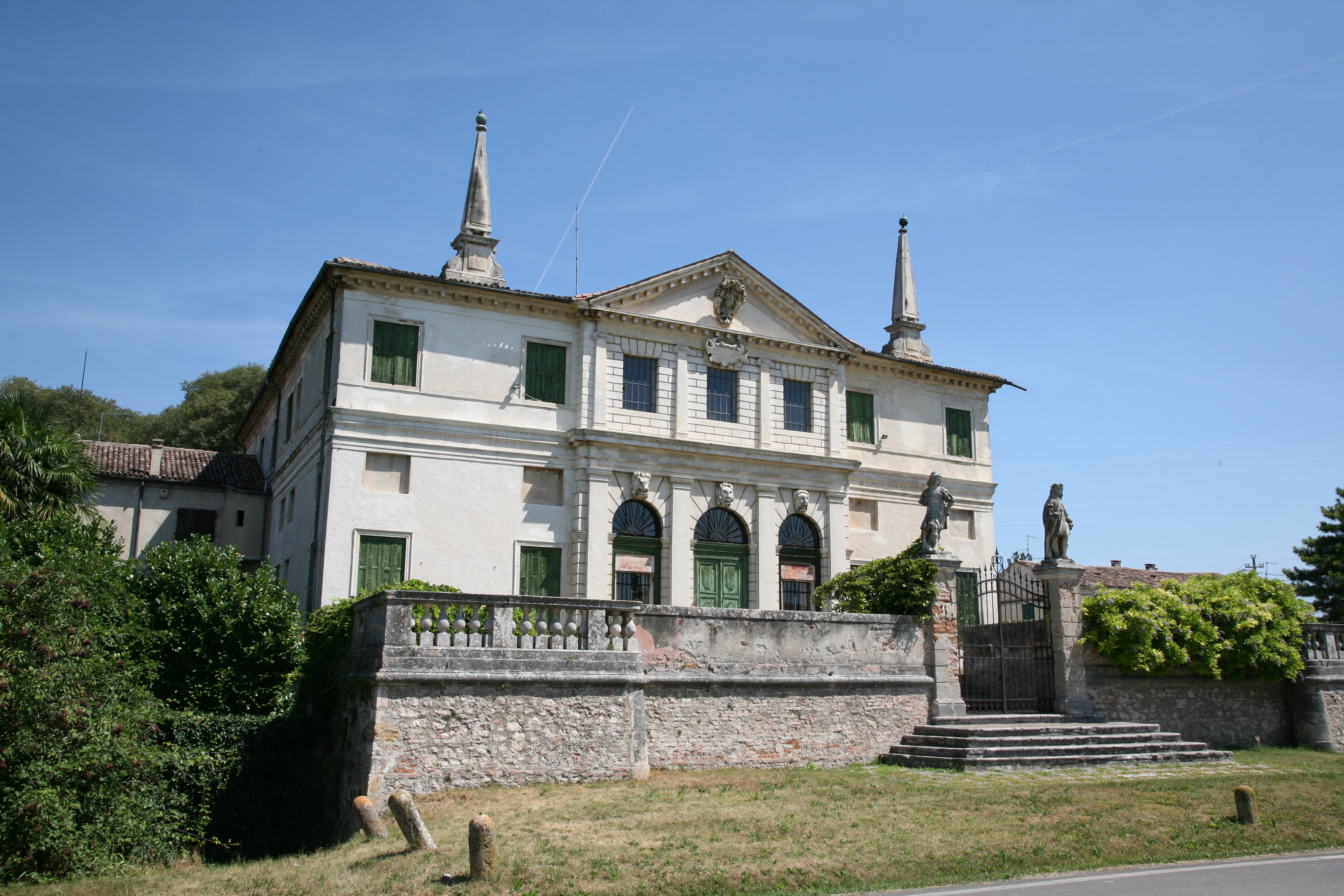
Villa Repeta

Campiglia dei Berici (venezianisch: Campìja dei Berici; deutsch veraltet: Kampil) ist eine nordostitalienische Gemeinde (comune) mit 1668 Einwohnern (Stand 31. Dezember 2023) in der Provinz Vicenza in Venetien. Die Gemeinde liegt etwa 23,5 Kilometer südlich von Vicenza in den Colli Berici. Campiglia dei Berici hieß bis 1867 nur Campiglia.

## Geschichte
Die Burg, die den Bischöfen von Vicenza diente, wurde 1194 zerstört. Die Herrschaft über Campiglia ging 1217 an die Familie Repeta über. Andrea Palladio errichtete das Herrenhaus der Familie Repeta, auf dessen Ruinen 1672 der jetzige Bau entstand.

## Persönlichkeiten
- Ricardo Ezzati Andrello (* 1942), Kardinal-Erzbischof von Santiago de Chile